# Schloss des Babak
Das Schloss des Bābak (persisch قلعهٔ بابک, DMG Qal‘e-ye Bābak) wurde etwa 810 erbaut und war der Stützpunkt des Bābak Chorramdin, der dort von 798 bis 838 lebte und weite Teile Irans eroberte.
Die Festung steht unter Denkmalschutz und befindet sich im zu Kalibar gehörigen Tal des Bābak (persisch درهٔ بابک, DMG Darre-ye Bābak) im Norden Irans.